# Vincenzo Balocchi
Vincenzo Balocchi (Arezzo, 1818 – Firenze, 31 gennaio 1882) è stato un chirurgo e ginecologo italiano.

## Biografia
Nato ad Arezzo nel 1818 da una famiglia agiata originaria di Fanano, svolse i suoi primi studi a Firenze. Nel 1839 era matricola chirurgica presso il Collegio medico fiorentino e nel 1840 prese la laurea in medicina e chirurgia presso l'Università di Pisa. Partecipò al concorso per la borsa di studio in onore del professore Benedetto Sabatini, bandito il 22 luglio 1840 per laureati in medicina e chirurgia; vinse il concorso e si trasferì a Parigi, dove dal 1841 al 1845 studiò ostetricia e le malattie delle donne e dei bambini. Decise poi di ampliare le sue conoscenze viaggiando per l'Europa e visitando molti ospedali. Durante questi anni si accorse che le levatrici avevano bisogno di ampliare le loro competenze e, tornato in Italia, dopo aver assunto il ruolo di chirurgo di turno all'Ospedale di Santa Maria Nuova nel 1846, pubblicò il Manuale completo di ostetricia che ebbe dal 1847 al 1871 quattro edizioni. Sempre nel 1847 fu nominato ripetitore supplente alla cattedra d'ostetricia all'Ospizio di maternità di Firenze. Nel 1849 assunse il ruolo di ripetitore per le levatrici esterne nella Clinica ostetrica di Santa Maria Nuova e nel '52 divenne professore di ostetricia e operatore nell'Ospizio di maternità. In seguito fu nominato ostetrico delle "pericolate" e "gravide occulte" dell'Ospizio di Orbatello di Firenze, aiuto, professore supplente di ostetricia e nel 1866 ordinario della stessa disciplina per l'istruzione delle alunne ostetriche. Dopo venticinque anni di tirocinio passò a insegnare, come ordinario, clinica ostetrica ed ostetricia nell'Arcispedale di Santa Maria Nuova. Attraverso la pratica didattica maturò il convincimento che sarebbe stato utile riunire in un solo luogo le tre istituzioni che allora esistevano a Firenze per le partorienti: l'Arcispedale di Santa Maria Nuova, la piccola Maternità e l'Ospizio di Orbatello. Queste ultime due nel 1877, a riprova della validità della sua intuizione, confluirono nell'Ospedale di Santa Maria Nuova che divenne nel tempo una scuola di ostetricia di avanguardia in cui si formarono ginecologi e chirurghi di valore fra i quali, ad esempio, Leonardo Gigli.

## La biblioteca Balocchi
Alla fine degli anni '60 la biblioteca del Museo Galileo ha ricevuto in donazione la biblioteca privata di Vincenzo Balocchi, un fondo librario composto da circa 640 pubblicazioni fra libri e fascicoli di periodici e circa 1100 opuscoli quasi tutti di argomento medico, soprattutto ginecologico.

## Principali pubblicazioni
- Alfred Armand Louis Marie Velpeau, Manuale pratico delle malattie degli occhi secondo le lezioni cliniche di Alf. A.L.M. Velpeau, a cura di Gustavo Jeanselme, prima traduzione italiana con note ed aggiunte di c.m. Vincenzio Balocchi, Firenze, Tip. Granducale, 1842.
- Manuale completo di ostetricia offerto agli studenti di medicina e chirurgia ed alle levatrici dal dott. Vincenzo Balocchi, Firenze, G. Steininger, 1847.
- Vincenzo Balocchi, Dizionario di ostetricia e medicina esplicativo del testo preceduto da un sunto anatomico e fisiologico del corpo umano e seguito da un catechismo ostetrico per uso delle levatrici della Maternità di Firenze, Firenze, G. Steininger, 1849.
- Gioacchino Taddei, Lezioni orali di chimica generale pronunziate in un corso privato nell'anno 1849-50, raccolte e pubblicate per cura dei dottori Balocchi, Landi, Minati, T. Taddei e D. Cusanti, Firenze, Tipografia di Mariano Cecchi, 1850-1857.
- Vincenzo Balocchi, Pasquale Landi e Carlo Minati, Gazzetta medica italiana federativa. Toscana, Firenze, Tipografia di Mario Cecchi, 1850-1857.
- Vincenzo Balocchi, Manuale completo di ostetricia per gli studenti medicina e chirurgia e per le levatrici, Milano, E. Oliva, 1850.
- Della eclampsia che si mostra sul finire della gravidanza e nel parto : osservazioni e considerazioni pratiche relative lette alla Società medico-fisica fiorentina nella seduta del 13 gennaio 1854 dal dottore Vincenzo Balocchi, Firenze, Tipografia di Mario Cecchi, 1854.
- Vincenzo Balocchi, Storia di un parto prematuro provocato per vizio di bacino e considerazioni ad esso relative, Firenze, Tipografia di Federico Bencini, 1857.
- Sulla emorragia uterina dipendente da inserzione della placenta contro il collo dell'utero : osservazioni e riflessioni del prof. Vincenzo Balocchi lette alla Società medico-fisica fiorentina nell'agosto 1859, Firenze, Tipografia di Federico Bencini, 1859.
- Classificazione del parto desunta dalla disposizione che le parti del feto prendono di fronte a quelle della donna : lettera dell'egregio professore Vincenzo Balocchi, Firenze, Tipografia all'insegna di S. Antonino, 1866.